# Voivodia
Voivodia ou voivodato é o termo usado para várias divisões da Polônia e para a Província Autônoma de Voivodina na Sérvia.
Historicamente, designava um estado feudal medieval na Europa Oriental, como na Romênia, Hungria, Polônia, Lituânia, Letônia, Rússia e Sérvia (ver Voivodina), governado por um voivoda (voivode, wojewoda). O voivoda (literalmente aquele que lidera os guerreiros) era originalmente o comandante militar próximo ao governante. É por vezes traduzido como ducado, província, palatinado ou distrito administrativo; ou conhecido nas línguas das várias entidades políticas como romeno: voievodat; polaco: województwo; sérvio: vojvodina (војводина), vojvodstvo (војводство) ou vojvodovina (војводовина); húngaro: vajdaság; lituano: vaivadija.

## Lista de voivodias

### Modernas
- Polônia:

Voivodias da Polônia desde 1999

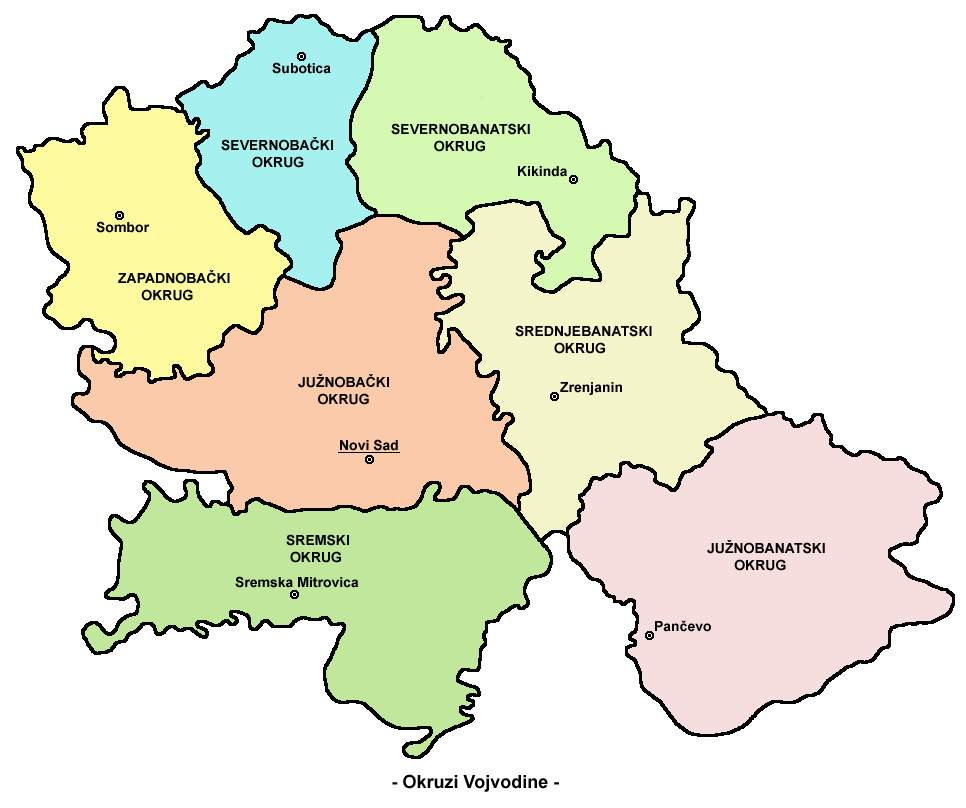
Mapa da Vojvodina

  - Voivodia da Baixa Silésia — (Województwo dolnośląskie)
  - Voivodia da Cujávia-Pomerânia — (Województwo kujawsko-pomorskie)
  - Voivodia de Lodz — (Województwo łódzkie)
  - Voivodia de Lublin — (Województwo lubelskie)
  - Voivodia de Lubúsquia — (Województwo lubuskie)
  - Voivodia da Pequena Polônia — (Województwo małopolskie)
  - Voivodia da Mazóvia — (Województwo mazowieckie)
  - Voivodia de Opole — (Województwo opolskie)
  - Voivodia da Subcarpácia — (Województwo podkarpackie)
  - Voivodia da Podláquia — (Województwo podlaskie)
  - Voivodia da Pomerânia — (Województwo pomorskie)
  - Voivodia da Silésia — (Województwo śląskie)
  - Voivodia da Santa Cruz — (Województwo świętokrzyskie)
  - Voivodia da Vármia-Masúria — (Województwo warmińsko-mazurskie)
  - Voivodia da Grande Polônia — (Województwo wielkopolskie)
  - Voivodia da Pomerânia Ocidental — (Województwo zachodniopomorskie)
- Sérvia:
  - Vojvodina

### Históricas

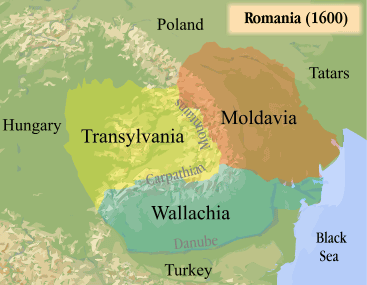
As três voivodias romenas governadas por Miguel, o Valente em 1600

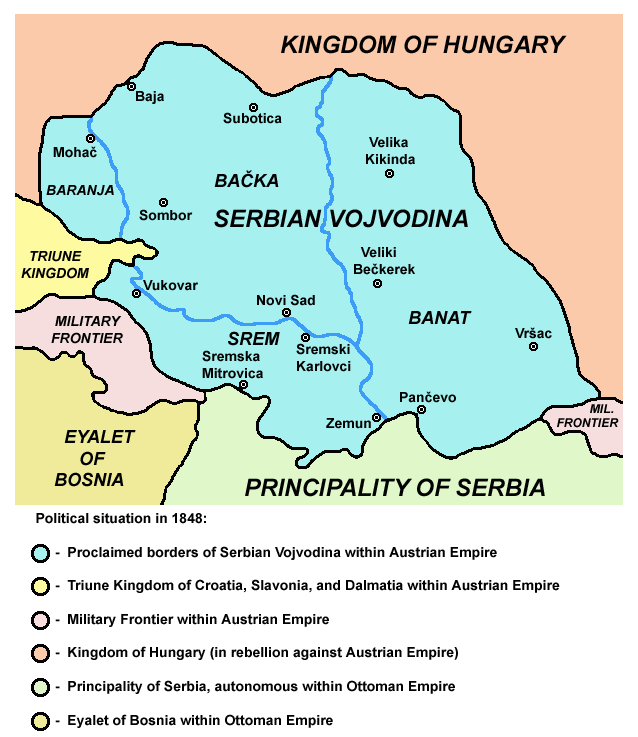

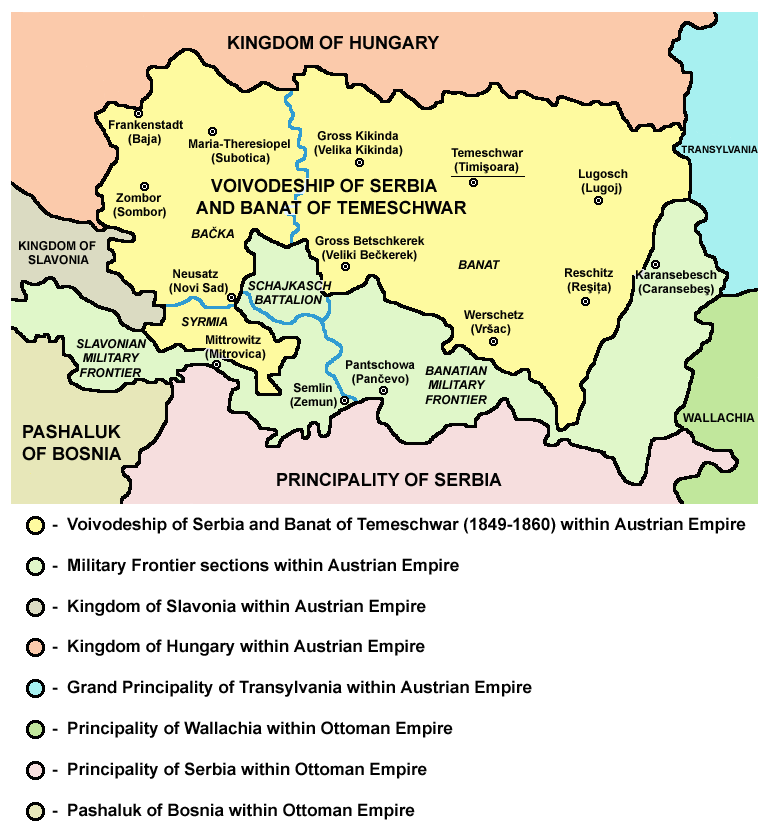

- Voivodias na República das Duas Nações (1569-1795)
  - Voivodia de Poznań
  - Voivodia de Kalisz
  - Voivodia de Gniezno
  - Voivodia de Sieradz
  - Voivodia de Łęczyca
  - Voivodia de Brześć Kujawski
  - Voivodia de Inowrocław
  - Voivodia de Chełmno
  - Voivodia de Malbork
  - Voivodia da Pomerânia
  - Voivodia de Płock
  - Voivodia de Rawa
  - Voivodia da Mazóvia
  - Voivodia da Cracóvia
  - Voivodia de Sandomierz
  - Voivodia de Lublin
  - Voivodia da Podláquia
  - Voivodia da Rutênia
  - Voivodia de Bełz
  - Voivodia da Volínia
  - Voivodia de Podole
  - Voivodia de Bracław
  - Voivodia de Quieve
  - Voivodia de Czernihów
- Voivodias no histórico Grão-Ducado da Lituânia:
  - Voivodia de Wilno
  - Voivodia de Troki
  - Voivodia de Nowogródek
  - Voivodia de Brest-Litovsk
  - Voivodia de Minsk
  - Voivodia de Miecislau
  - Voivodia de Esmolensco
  - Voivodia de Vitebsk
  - Voivodia de Połock
- Voivodias no histórico Ducado da Livônia:
  - Voivodia de Wenden (1598-1620)
  - Voivodia de Dorpat (1598-1620)
  - Voivodia de Parnava (1598-1620)
  - Voivodia da Livônia (desde 1620)
- Voivodias da Polônia (1921-1939):
  - Voivodia Autônoma da Silésia
  - Voivodia de Białystok
  - Voivodia de Kielce
  - Voivodia da Cracóvia
  - Voivodia de Łódź
  - Voivodia de Lublin
  - Voivodia de Lwów
  - Voivodia de Nowogródek
  - Voivodia da Polésia
  - Voivodia da Pomerânia
  - Voivodia de Poznań
  - Voivodia de Stanisławów
  - Voivodia de Tarnopol
  - Voivodia da Volínia
  - Voivodia de Varsóvia
  - Voivodia de Wilno
- Voivodias da Polônia (1945-1975):
  - Voivodia de Białystok
  - Voivodia de Bydgoszcz
  - Voivodia de Gdańsk
  - Voivodia de Katowice
  - Voivodia de Kielce
  - Voivodia de Koszalin
  - Voivodia da Cracóvia
  - Voivodia de Łódź
  - Voivodia de Lublin
  - Voivodia de Olsztyn
  - Voivodia de Opole
  - Voivodia de Poznań
  - Voivodia de Rzeszów
  - Voivodia de Szczecin
  - Voivodia de Varsóvia
  - Voivodia de Breslávia
  - Voivodia de Zielona Góra
- Voivodias da Polônia (1975-1998):
  - Voivodia de Biała Podlaska
  - Voivodia de Białystok
  - Voivodia de Bielsko-Biała
  - Voivodia de Bydgoszcz
  - Voivodia de Chełm
  - Voivodia de Ciechanów
  - Voivodia de Częstochowa
  - Voivodia de Elbląg
  - Voivodia de Gdańsk
  - Voivodia de Gorzów
  - Voivodia de Jelenia Góra
  - Voivodia de Kalisz
  - Voivodia de Katowice
  - Voivodia de Kielce
  - Voivodia de Konin
  - Voivodia de Koszalin
  - Voivodia da Cracóvia
  - Voivodia de Krosno
  - Voivodia de Legnica
  - Voivodia de Leszno
  - Voivodia de Łódź
  - Voivodia de Łomża
  - Voivodia de Lublin
  - Voivodia de Nowy Sacz
  - Voivodia de Olsztyn
  - Voivodia de Opole
  - Voivodia de Ostrołęka
  - Voivodia de Piotrków
  - Voivodia de Piła
  - Voivodia de Poznań
  - Voivodia de Przemyśl
  - Voivodia de Płock
  - Voivodia de Radom
  - Voivodia de Rzeszów
  - Voivodia de Siedlce
  - Voivodia de Sieradz
  - Voivodia de Skierniewice
  - Voivodia de Suwałki
  - Voivodia de Szczecin
  - Voivodia de Słupsk
  - Voivodia de Tarnobrzeg
  - Voivodia de Tarnów
  - Voivodia de Toruń
  - Voivodia de Varsóvia
  - Voivodia de Wałbrzych
  - Voivodia de Breslávia
  - Voivodia de Włocławek
  - Voivodia de Zamość
  - Voivodia de Zielona Góra
- Voivodias históricas no território da atual Romênia:
  - Valáquia
  - Moldávia
  - Transilvânia
- Voivodias históricas no território da atual Sérvia:
  - Voivodia de Salan (séculos IX-X)
  - Voivodia de Sermon (século XI)
  - Voivodia da Sírmia de Radoslav Čelnik (1527-1530)
  - Voivodina sérvia (1848-1849)
  - Voivodia da Sérvia e do Banato de Tamis (1849-1860)
- Voivodias históricas no território da atual Romênia e Sérvia:
  - Voivodia de Glad (séculos IX-X)
  - Voivodia de Ahtum (século XI)